# Mia Milia
Mia Milia (em grego:  Μια Μηλιά, transl.: Μία Μηλιά e em turco:  Haspolat) é uma cidade localizada no distrito de Nicósia, no Chipre, estando sob o domínio de facto da República Turca de Chipre do Norte, funcionando como um "município separado". Em seu território, funcionam a Universidade Internacional do Chipre e a estação de tratamento de água bi-municipal de Nicósia.
No século XIII, foi registrada em documentos papais pela primeira vez. Sua população em 1973 era de 1.381 habitantes, de origem greco-cipriota; no Censo de 2011, residem em Mia Milla 4.204 pessoas de origem grega e turca, e em torno de sua área industrial, migrantes e trabalhadores construíram uma favela.

## Personalidades notáveis
- Sotiris Kaiafas, ex-jogador da Seleção Cipriota e ganhador da Bota de Ouro da UEFA em 1976